# Aleksandr Kuzjakin
Aleksandr Petrovitj Kuzjakin (ryska: Александр Петрович Кузякин), född 2 februari 1915, död 17 april 1988 i Moskva, var en rysk zoolog.
I litteraturen stavas ibland namnet Kuzyakin.
Han intresserade sig för bland annat fladdermöss, och står som auktor för "Myotis mystacinus auraseus Kuzjakin, 1935", en underart till Mustaschfladdermus, Myotis mystacinus.
Andra av honom namngivna arter och underarter är:
- Myotis auracens Kuzyakin, 1935 (2007 av Mayer & al. ansetts avknoppad från Myotis mystacinus)
- Eptesicus bobrinskoi Kuzjakin, 1935, Bobrinski:s aftonfladdermus [1]
- Alplångöra (Plecotus macrobullaris Kuzjakin, 1965, Långörad bergfladdermus [2]
- Myotis frater bucharensis Kuzyakin, 1950 [3]
- Myotis bucharensis Kuzyakin, 1950 [3]
- Myotis natteri tschuliensis Kuzyakin, 1935 [3]
- Myotis zibelina schantaricus Bobrinskii, Kuznetsov & Kuzyakin, 1944 [3]
- Martes zibelina arsenjevi Bobrinskii, Kuznetsov & Kuzyakin, 1944 [3]
- Myotis nipalensis = Myotis sogdianus Kuzyakin, 1934 [3]

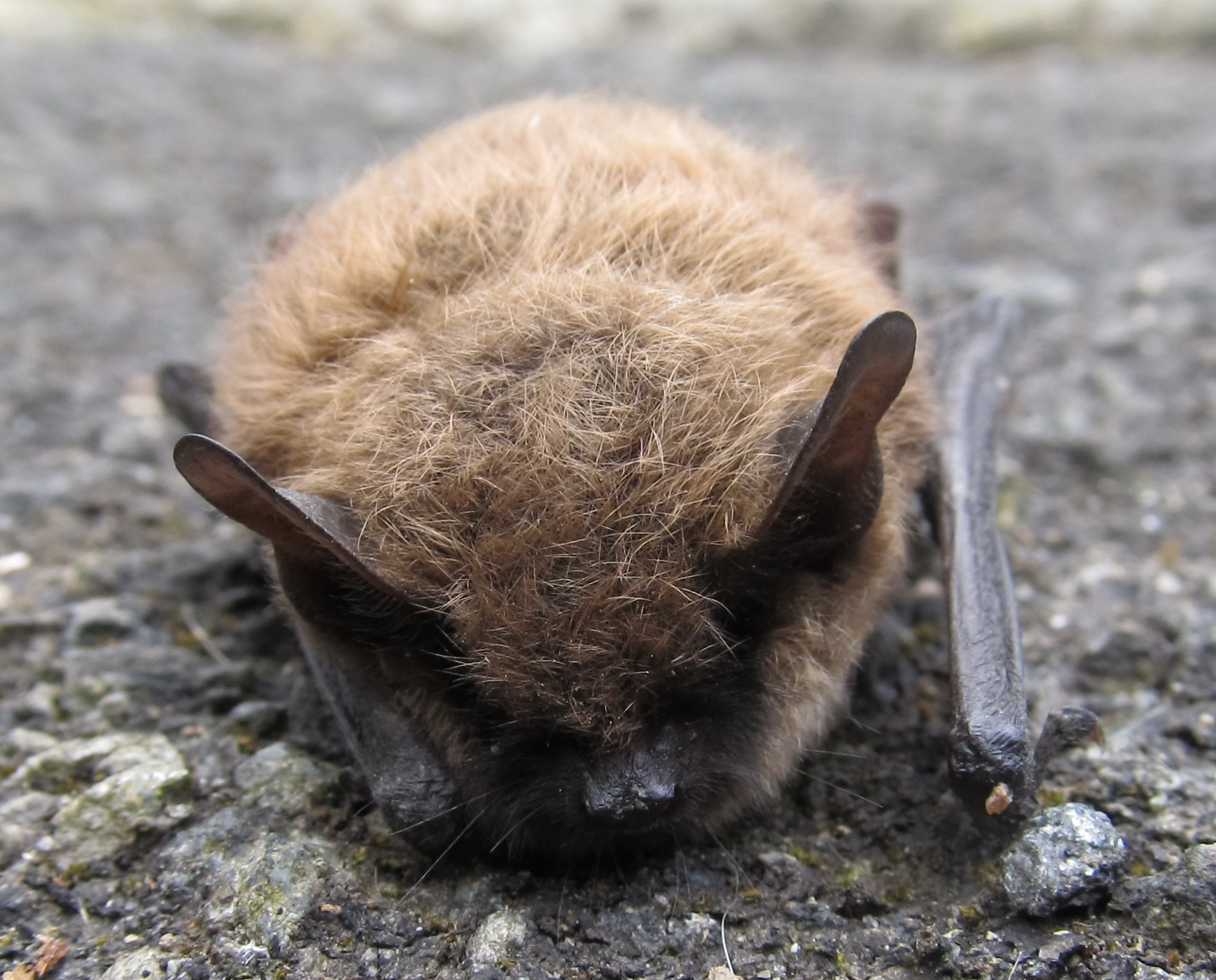
Myotis mystacinus
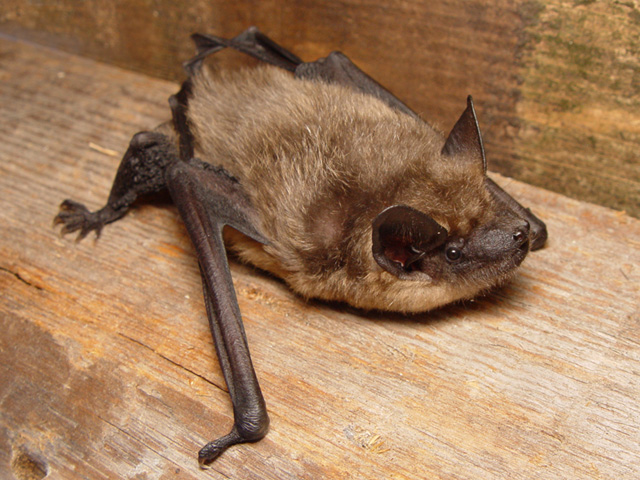
Eptesicus erotinus
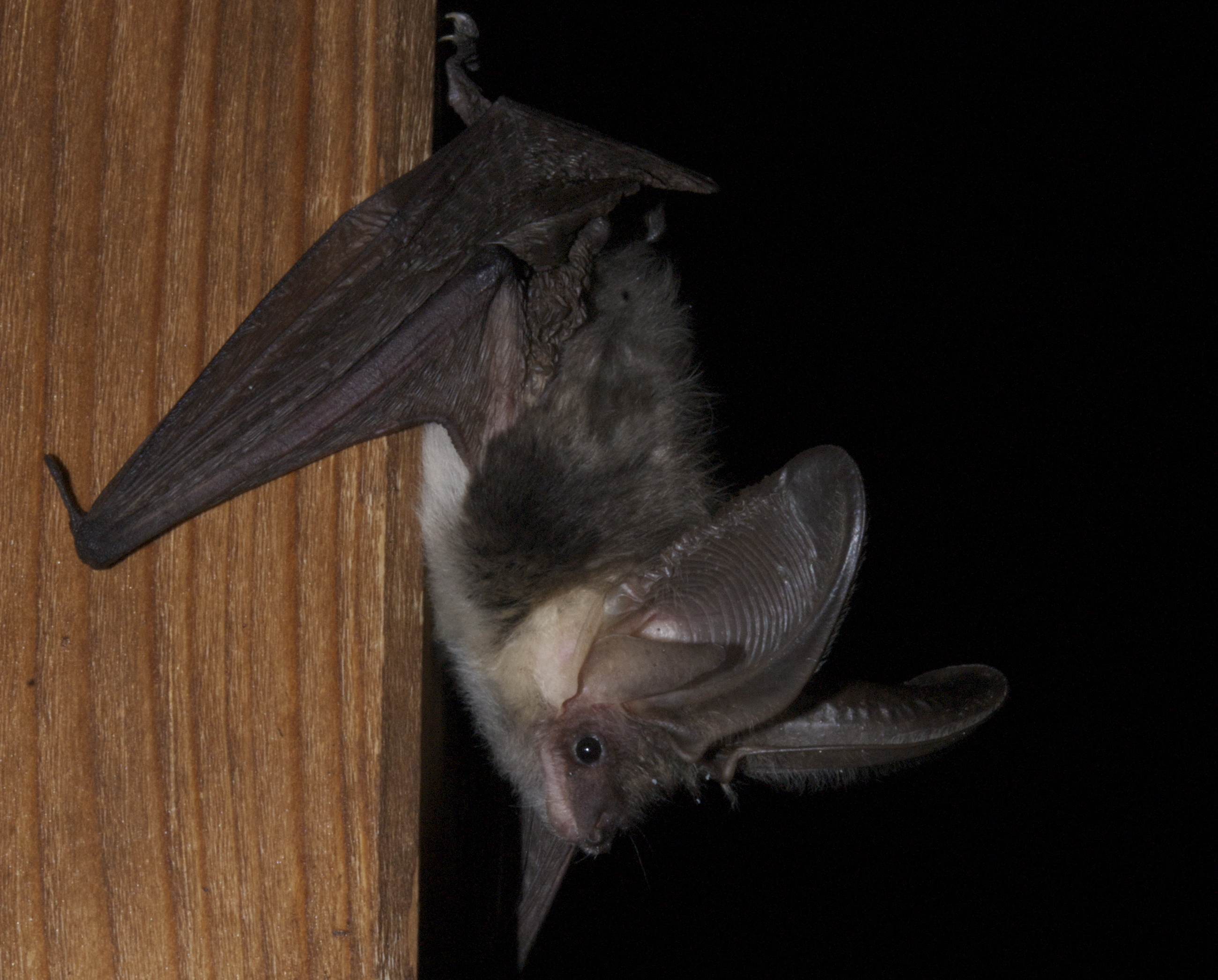
Plecotus macrobullaris